# Women of Malta Association
Women of Malta Association var en förening på Malta, grundad 1944. Syftet var att verka för införandet av kvinnlig rösträtt på Malta. Det var den första rösträttsförening på Malta, och nådde framgång med sitt syfte. 

## Historik
Ingen organiserad rösträttsrörelse förekom på Malta före 1944. Arbetarrörelsen och den politiska vänstern hade stött reformen, och Mabel Strickland samlade en namnlista till förmån för reformen 1931, men ingen förening grundades för att driva frågan. 
1944 bildades Women of Malta Association av Josephine Burns de Bono och Hélène Buhagiar för att verka för att inkludera rösträtt för kvinnor i den nya konstitution som parlamentet då arbetade med, och som skulle införas 1947. Burns de Bono blev föreningens ordförande och Buhagiar dess sekreterare. Organisationen registrerades som en fackförening, för att ge den rätt att närvara och ta upp frågor i parlamentet. 
Katolska kyrkan och Partit Nazzjonalista motsatte sig rösträtt för kvinnor, medan Labor Party och arbetarrörelsen stödde reformen: förespråkarna påpekade att kvinnor borde få rösta när de redan betalade skatt, medan motståndarna ansåg att det skulle vara en börda att lägga på kvinnor som hade hem och familj att ta hand om.  Med 145 röster mot 137 godkändes reformen för både män och kvinnor över 21. 
Kvinnor var dock fortfarande inte valbara, och Josephine Burns de Bono och Hélène Buhagiar tog genast upp även denna fråga. Efter likartad debatt, med samma parter för och emot, innan även den godkändes. Båda reformer trädde i kraft när de inkluderades i MacMichael Constitution, som infördes 5 september 1947. Josephine Burns de Bono avgick sedan som ordförande för Women of Malta Association med förklaringen att föreningen nu hade uppnått sitt mål. 
En samtida politiker kommenterade att segern hade varit omöjlig bara några år tidigare, men att den blivit möjlig på grund av kvinnors deltagande i krigsansträngningen.
I valet sommaren 1947 blev Hélène Buhagiar och Agata Barbara de första kvinnorna som deltog i ett val, av vilka den senare blev Maltas första kvinnliga parlamentsledamot.